# 34978 van 't Hoff
34978 van 't Hoff è un asteroide della fascia principale. Scoperto nel 1977, presenta un'orbita caratterizzata da un semiasse maggiore pari a 3,1759545 au e da un'eccentricità di 0,0263442, inclinata di 8,21562° rispetto all'eclittica.
L'asteroide era stato inizialmente battezzato 34978 van't Hoff per poi essere corretto nella denominazione attuale.
L'asteroide è dedicato al chimico olandese Jacobus Henricus van 't Hoff.